# Leijn Loevesijn

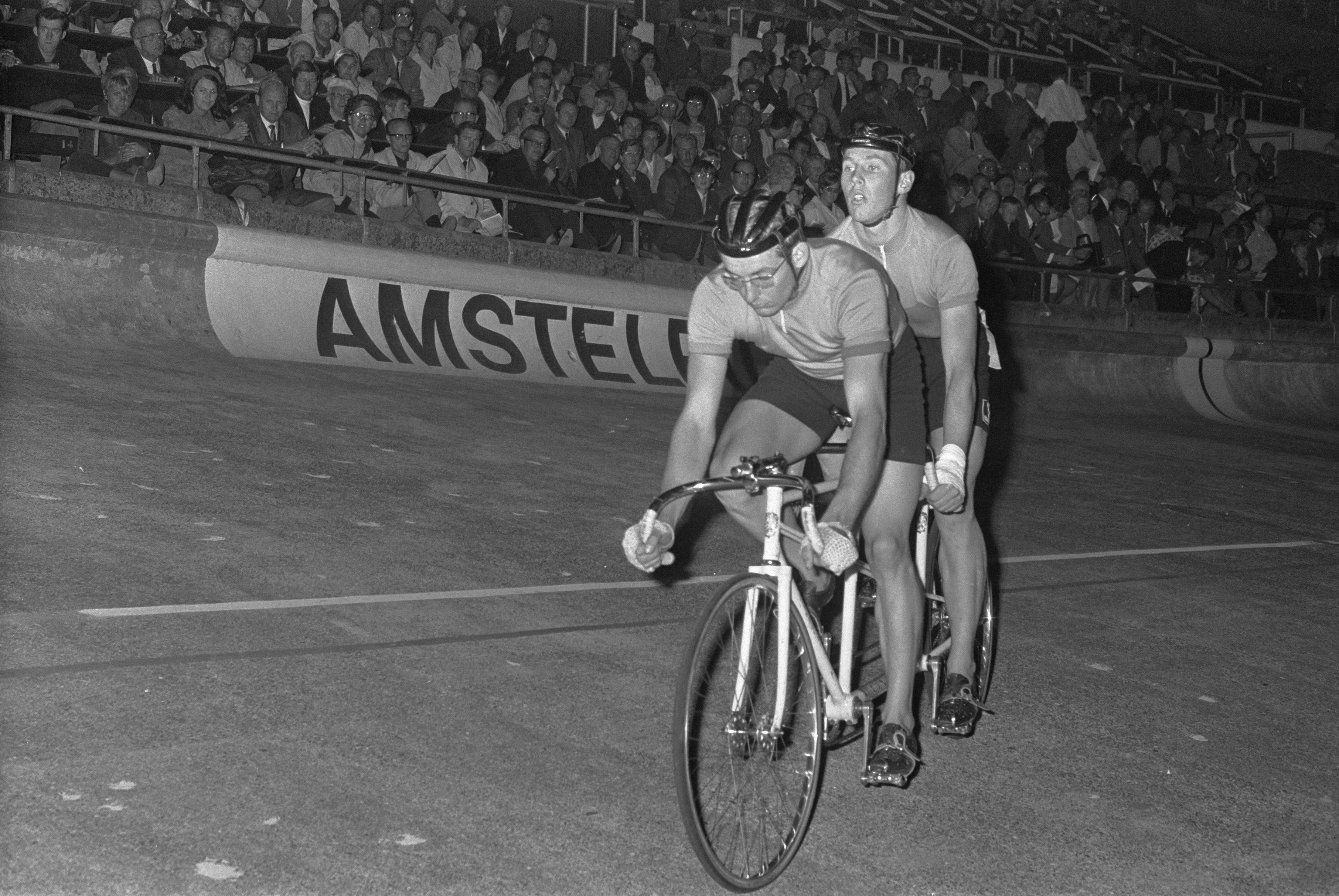
Auf dem Tandem mit Jan Jansen (1968)

Leijn Loevesijn (* 2. Januar 1949 in Amsterdam) ist ein ehemaliger niederländischer Bahnradsportler und nationaler Meister im Radsport.

## Sportliche Laufbahn
Leijn Loevesijn stammte aus einer Familie mit drei Kindern und wuchs in der Amsterdamer Spaarndammerbuurt auf. Im Alter von 14 Jahren wurde er Mitglied des ASC Olympia. Innerhalb weniger Jahre starben sein Bruder, seine Mutter und sein Vater. Sein Vater soll den niederländischen Radsportler Jan Derksen, der das große Vorbild von Loevesijn war, kurz vor seinem Tod gebeten haben, sich des Sohnes anzunehmen. Mit Derksen gemeinsam gewann Loevesijn 1968 den nationalen Titel im Tandemrennen, und Derksen wurde in der Folge dessen Manager und Betreuer. Insgesamt errang Loevesijn in den folgenden Jahren mindestens elf niederländische Meistertitel (im Sprint, im Tandemrennen, im Zeitfahren, im Punktefahren (1969) und in der Mannschaftsverfolgung).
Schon im selben Jahr errang Leijn Loevesijn bei den Olympischen Sommerspielen in Mexiko-Stadt die Silbermedaille im Tandemrennen (mit Jan Jansen). Im 1000-Meter-Zeitfahren belegte er Platz sechs. 1969 wurde er Berufsfahrer. Neben dem Ziel, bei den Profis Weltmeister zu werden, waren es wirtschaftliche Überlegungen, die für ihn den Ausschlag für den Wechsel gaben. Als Amateur arbeitete er in Amsterdam als Hafenarbeiter. Neben dem geringen Verdienst hatte er vor allem zu wenig Zeit für das Radtraining.
1971 krönte Loevesijn seine Karriere mit dem Weltmeistertitel im Sprint der Profis, der erste niederländische Sprint-Weltmeister seit 1957, als Derksen den Titel errang. Erst 2004 konnte mit Theo Bos ein Niederländer diesen Erfolg wiederholen. Den Grand Prix Amsterdam gewann er 1971 bis 1973 und 1979, den Grand Prix d’Anvers 1970. 1974 gewann er das Good-Friday-Meeting in London, eines der ältesten und zu dieser Zeit noch ausgetragenen Sprintturniere der Welt.
1976 trat Loevesijn vom aktiven Radsport zurück. Im Jahr 1971 wurde er zum Radsportler des Jahres in den Niederlanden gewählt.
Leijn Loevesijn arbeitete bis zu seiner Pensionierung für die Gemeindeverwaltung von Amsterdam. Er blieb dem Radsport als Derny-Fahrer und Trainer treu.

## Erfolge
1968
- Olympische Spiele – Tandem (mit Jan Jansen)
- Niederländischer Amateur-Meister – 1000-Meter-Zeitfahren, Tandem (mit Jan Derksen)

1969
- Niederländischer Meister – Scratch

1970
- Weltmeisterschaft – Sprint
- Niederländischer Meister – Sprint

1971
- Weltmeister – Sprint
- Niederländischer Meister – Sprint

1972
- Niederländischer Meister – Sprint

1973
- Niederländischer Meister – Sprint

1974
- Niederländischer Meister – Sprint

1975
- Niederländischer Meister – Sprint

1976
- Niederländischer Meister – Sprint

## Teams
- 1969 Batavus-Continental-Alcina
- 1970 Flandria-Mars
- 1971 TI-Carlton
- 1972–1974 TI-Raleigh
- 1975–1976 G.G.M.C.-Eskagé